# Joseph Cox
Joseph Christopher Cox Goods (ur. 25 czerwca 1994 w Colón) – panamski piłkarz występujący na pozycji napastnika, od 2025 roku zawodnik Sportingu San Miguelito.